# Andrea Lissoni (Kunsthistoriker)

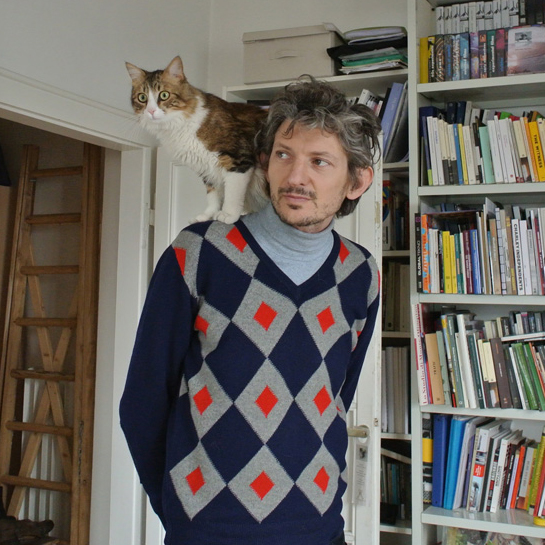
Andrea Lissoni und Meo (2016)

Andrea Lissoni (* 13. Oktober 1970 in Mailand) ist ein italienischer Kurator, Herausgeber und Hochschullehrer. Seit April 2020 ist er künstlerischer Direktor im Haus der Kunst in München. Gemeinsam mit der kaufmännischen Geschäftsführerin Bianca Knall bildet er die Doppelspitze im Haus der Kunst.

## Leben

### Ausbildung
1994 machte Andrea Lissoni seinen Abschluss im Fach Kunstgeschichte an der Universität von Pavia. Von 1996 bis 1998 erhielt er ein Stipendium der Université Paris 1, woraufhin er als wissenschaftlicher Mitarbeiter am Musée nationale d’art moderne – Centre Georges Pompidou (Abteilung Neue Medien) unter der Leitung von Christine Van Assche arbeitete. 1999 beendete er an der Scuola Normale Superiore di Pisa den Master in Kulturmanagement (Master in gestione e management dei beni artistici e culturali). Im darauffolgenden Jahr absolvierte er sein postgraduales Diplom zur Spezialisierung in Geschichte zeitgenössischer Kunst an der Universität Scuola di Specializzazione di Storia dell’Arte in Genua. Im Jahr 2011 wurde er an der Universität Udine zu dem Thema „VariaVision – Beyond the threshold of disciplines“ promoviert.

### Berufliche Laufbahn
Von 2001 bis 2012 lehrte Lissoni an der Accademia di Belle Arti di Brera sowie von 2007 bis 2013 an der Università Bocconi in Mailand. 2005 war er an der Anderson School of Arts, UCLA in Los Angeles und 2006 an der New York University als Dozent tätig. Seit 2015 ist er Visiting lecturer an der Kingston University und am Royal College of Art in London.
Von 2011 bis 2015 arbeitete Lissoni als Kurator am HangarBicocca in Mailand. Zudem war er 1999 Mitbegründer des internationalen Festivals Netmage, des unabhängigen künstlerischen Netzwerks Xing (2000) sowie von 2004 bis 2008 des unabhängigen Kunstraums Lima. 2012 gründete er das Online-Film-Screening-Programm für Künstler und Filmemacher Vdrome, das er seitdem mit Filipa Ramos leitet. Er ist Mitglied des Board of Film London und Beiratsmitglied von EYE Prize (EYE Filmmuseum, Amsterdam) sowie der beiden unabhängigen Londoner non-profit Kunstinstitutionen AutoItalia South East und Mimosa House – beide mit dem Schwerpunkt auf Neue Medien, digitale Praktiken und Gender.
Von 2014 bis 2019 war Lissoni zunächst als Kurator (Film and International Art) an der Tate Modern tätig, seit 2015 war er einer der fünf Senior-Kuratoren. Andrea Lissoni verantwortete dort Ausstellungen, Ankäufe und Präsentationen von Bewegtbild, Sound- und Medienkunst in Sammlungspräsentationen und Wechselausstellungen.
Andrea Lissoni war Herausgeber der Zeitschrift Cujo und veröffentlicht regelmäßig Beiträge für Kataloge sowie Texte in Zeitschriften wie Mousse Magazine, Domus und Kaleidoscope. Sein Engagement für Künstler verschiedener Herkunft und Geschlechteridentitäten drückt sich insbesondere in den Gruppenausstellungen und Filmprogrammen aus, die er an der Tate Modern verantwortet hat.

## Liste der von Andrea Lissoni kuratierten Ausstellungen

### An der Tate Modern, London
- Bruce Nauman, Überblicksausstellung (ko-kuratiert mit Sir Nicholas Serota, 2020)
- Pan Daijing, (Tanks, Oktober 2019)
- Lawrence Abu Hamdan (Tanks, Oktober 2018)
- Joan Jonas, erweiterte Überblicksausstellung (März 2018)
- Philippe Parreno: Anywhen, Hyundai Turbine Hall Commission (2016)

### Am Center for Contemporary Art, Taschkent
- Qo’rg’on Chiroq, Saodat Ismailova (2019)

### Am HangarBicocca, Mailand
- Hypothesis, Philippe Parreno (2015)
- Light Time Tales, Joan Jonas (Übernahme der Malmö Konsthall, 2014–15)
- Bau Bau, Céline Condorelli (2014)
- ILIOKATAKINIOMUMASTILOPSARODIMAKOPIOTITA, Micol Assael (2014)
- The Visitors, Ragnar Kjartansson (2013)
- Eternity is a Long Time, Mike Kelley (2013)
- Primitive, Apichatpong Weerasethakul (2013)
- On Space Time Foam, Tomas Saraceno (2012–13)
- Unidisplay, Carsten Nicolai (2012)
- Equilibrando la curva, Wilfredo Prieto (2012)
- Non Non Non, Angela Ricci Lucchi/Yervant Gianikian (2012)
- From here to ear, Céleste Boursier-Mougenot (2011)
- End, Carlos Casas (2010);
- The Movement of People Working, Phill Niblock (2010)
- JO, Cameron Jamie und Keiji Haino (2010)

### An anderen Orten
- Psi Girls, Susan Hiller (Antonio Ratti Foundation, Como, 2011)
- Jimmie Durham (Codalunga, Vittorio Veneto, 2008)

### An der Tate Modern, London (Gruppenausstellungen und Filmprogramm)
- BMW Live Exhibition: Okwui Okpokwasili, Faustin Linyekula, Tanya Lukin Linklater (ko-kuratiert mit Catherine Wood, Tate Modern 2020)
- BIM 18 – Biennal of Moving Images Geneva (ko-kuratiert mit Andrea Bellini, Centre d’Art Geneve, 2018, Übernahme von OGR Turin, 2019): Lawrence Abu Hamdan, Fatima Al Qadiri / Khalid Al Gharaballi, Andreas Angelidakis, Korakrit Arunanondchai/Alex Gvojic, Meriem Bennani, Elysia Crampton, Pan Daijing, Tamara Henderson, Kahlil Joseph, Ligia Lewis

- Tate Cinema Programme (Tate Modern, 2016–2019) mit der Spezialisierung auf performances, performative screenings, expanded media sessions, Surveys: Lawrence Abu Hamdan, Laurie Anderson, Rosa Barba, Eric Baudelaire, Neil Beloufa, Wang Bing, Melanie Bonajo, Tony Conrad, Pauline Curnier Jardin, Manon de Boer, Kevin Jerome Everson, Tamara Henderson, Lynn Hershman Leeson, Rebecca Horn, Karrabing Film Collective, Adam Khalil und Bayley Sweitzer, Gürcan Keltek, William Kentridge, Joan Jonas, Parviz Kimiavi, Lewis Klahr, Mathieu Kleyebe Abonnenc, Salome Lamas, Laida Lertxundi, Babette Magolte, Jumana Manna, Natasha Mendonca, James N. Kienitz Wilkins, Bahar Noorizadeh, Trin Min-Ha, Pere Portabella, Lili Reynaud-Dewar, James Richards-Leslie Thornton, Ben Russell, Beatriz Santiago Munoz, Jeremy Shaw, Shireen Seno, Albert Serra, Cauleen Smith, Jan Svankmaier, Zhou Tao, Tsai Ming-Liang, Clemens von Wedemayer, Leilah Weinraub, Anton Vidokle und Akram Zaatari, Gabriel Abrantes, Daniel Schmidt, Tony Cokes, Coco Fusco, Marcia Hafif, Sky Hopinka, Jill Magid, Mox Mäkelä, Dóra Maurer, Nástio Mosquito, Nkisi, Michael Snow, Eduardo Williams, Helena Wittmann
- BMW Live Exhibition (ko-kuratiert mit Catherine Wood, Tate Modern, 2017): Isabel Lewis, Lygia Lewis, Fujiko Nakaya, CAMP, Carlos Casas, Ian Cheng, Paul Maheke, Phill Niblock, Daïchi Saïto, Lorenzo Senni, Wu Tsang und Fred Moten

### Am Haus der Kunst, München
- Nebel Leben, Fujiko Nakaya (2022)

## Veröffentlichungen
- Joan Jonas (mit Julienne Lorz, Hirmer, München 2018, ISBN 978-3-7774-2979-3)
- Celine Condorelli, bau bau (mit Céline Condorelli, Nick Aikens, Maria Lind, Marco Scotini, Mousse Publishing, Mailand 2017, ISBN 978-88-67492992)
- Philippe Parreno, Hypnosis/Hypothesis (mit Cyril Beghin, Mousse Publishing, Mailand 2017, ISBN 978-88-67492251)
- Philippe Parreno, Anywhen (Tate Publishing, London 2016, ISBN 978-1-84976-441-4)
- Micol Assael, ILIOKATAKINIOMUMASTILOPSARODIMAKOPIOTITA (mit Texten von Jens Hoffmann und Lucas Lo Pinto, Mousse Publishing, Mailand 2015, ISBN 978-8867492053)
- Scrutinize, Interrogate, Scrape. Gianikian and Ricci Lucchi Explore Without Surrendering to History in Yervant Gianikian/Angela Ricci Lucchi, NON NON NON (HangarBicocca, Critical Notebook n. 1, Mailand 2012)[6]
- Gabriele Basilico, Architetture, città, visioni (mit Gabriele Basilico, Bruno Mondadori, Mailand 2007, ISBN 978-88-42420484)